# Propalticidae
Propalticidae – rodzina chrząszczy z podrzędu wielożernych i nadrodziny zgniotków. Obejmują 44 opisane gatunki zgrupowane w dwóch rodzajach, Propalticus i Slipinskogenia. Potrafią skakać przy użyciu przednich odnóży. Zamieszkują Afrykę, południowo-wschodnią część Azji, Australię oraz wiele wysp oceanów Indyjskiego i Spokojnego.

## Morfologia
Chrząszcze o silnie spłaszczonym grzbietobrzusznie ciele długości od 1,2 do 3,3 mm, od 1,1 do 1,7 raza dłuższym niż szerokim. U Slipinskogenia zarys ciała jest szeroki, prawie okrągły, u Propalticus zaś węższy. Oskórek wierzchniej strony ciała porastają włoski, szczecinki bądź łuski.
Głowa znacznie szersza niż dłuższa, pozbawiona rowków podczułkowych, szwu epistomalnego i gwałtownego przewężenia za oczami, w okolicy potylicznej bez elementów strydulacyjnych, u Propalticus z poprzecznym żeberkiem. U Propalticus duże oczy zbiegają się ku tyłowi i sięgają prawie do owego żeberka poprzecznego, natomiast u Slipinskogenia są mniejsze i ku tyłowi niezbieżne. Między dużymi omatidiami brak jest szczecinek. Krótkie czułki buduje 10 lub 11 członów, z których trzy ostatnie tworzą wysmukłą buławkę. Przedni brzeg nadustka jest ścięty do płytko wykrojonego, a przedni brzeg nieco szerszej niż dłuższej wargi górnej prawie ścięty do lekko wypukłego. Krótkie, szerokie, trójzębne żuwaczki mają niezmodyfikowane krawędzie tnące oraz dobrze rozwinięte mole i prosteki. Szczęki mają szerokie i oszczecinione żuwki zewnętrzne oraz nagie żuwki wewnętrzne z rozdwojonym haczykiem. Głaszczki szczękowe mają wąsko-wrzecionowaty człon ostatni. Wargę dolną cechuje niepodzielony języczek i również wąsko-wrzecionowaty człon ostatni głaszczków. Szwy gularne są bardzo krótkie lub całkiem zanikłe. Nie występują skleryty szyjne.
Przedplecze jest około dwukrotnie szersze niż dłuższe, najszersze w tyle, lekko na bocznych brzegach rozpłaszczone, o ostrych i wystających kątach przednich, prostych lub rozwartych kątach tylnych i prawie prostej do lekko dwufalistej krawędzi tylnej. Nie występują na nim dołki przypodstawowe. Silnie poprzeczna tarczka ma rozwartokątny wierzchołek. Punktowanie pokryw może być bezładne lub rozmieszczone w ośmiu rzędach, brak natomiast rządka przytarczkowego. Skrzydła tylnej pary mają zredukowane użyłkowanie, pozbawione są komórki radialnej, żyłki poprzecznej r3 i płata analnego. Przedpiersie ma część przedbiodrową dłuższą od panewek przednich bioder, a wyrostek międzybiodrowy gwałtownie, silnie u ściętego szczytu rozszerzony i wypłaszczony. Krótkie i szerokie śródpiersie leży na tym samym poziomie co również krótkie i szerokie zapiersie; brak jest na nich linii zabiodrowych. Odnóża są smukłe. Biodra środkowej i tylnej pary rozstawione są szeroko. Spośród goleni tylko przednie mają wyraźną, pojedynczą ostrogę wierzchołkową. Pięcioczłonowe stopy wieńczą niezmodyfikowane pazurki.
Na spodzie odwłoka widocznych jest pięć wolnych sternitów, z których pierwszy wypuszcza szeroki i na szczycie ścięty wyrostek międzybiodrowy oraz nie ma linii zabiodrowych. Funkcjonalne przetchlinki leżą na błonach przy brzegach tergitów segmentów od pierwszego do siódmego. Samiec ma wykształcone spiculum gastrale, całkiem zrośnięte dziewiąty i dziesiąty tergit oraz symetryczny edeagus z szeroko ściętym brzegiem przednim tegmenu, stawowo z fallobazą połączonymi i przynajmniej częściowo ze sobą zrośniętymi paramerami oraz smukłą płytką w endofallusie. Samica ma długie, rozwidlone u nasady i lekko rozszerzone u szczytu spiculum ventrale oraz dość krótkie, szerokie u nasady i dalej zwężone pokładełko z wyraźnie dwupłatowymi gonokoksytami nieco krótszymi od paraproktów i długimi, walcowatymi, szczytowo umieszczonymi gonostylikami.

## Biologia i ekologia
Chrząszcze te przypuszczalnie są mykofagami, żerującymi na zarodnikach grzybów, strzępkach grzybni grzybów mikroskopowych i porostach. Osobniki dorosłe spotykane są głównie na powierzchni martwych i żywych drzew. Siadają także wśród listowia i przylatują do źródeł światła sztucznego. Wyróżniają się na tle innych chrząszczy skakaniem przy użyciu przedniej pary odnóży i wzmocnionego przedtułowia.

## Rozprzestrzenienie
W etiopskiej części kontynentalnej Afryki owady te sięgają na zachód po Sierra Leone, na wschód po Tanzanię, a na południe po Demokratyczną Republikę Konga. Występują na Madagaskarze i Seszelach. W Azji rozmieszczone są od Indii na północnym zachodzie po Japonię na północnym wschodzie i Indonezję na południu. W krainie australijskiej występują na Nowej Gwinei, we wschodniej części Australii oraz rozlicznych wyspach Oceanii, na zachód docierając do Hawajów i Markizów.

## Taksonomia i ewolucja
W 1879 roku David Sharp wprowadził rodzaj Propalticus i umieścił go w rodzinie ścierowatych. W 1898 roku Hermann J. Kolbe wprowadził rodzaj Discogenia i umieścił go w Discolomatinae. W 1939 roku Hans John umieścił oba te rodzaje w Discolomatidae, w 1943 roku przeniósł je do Colydiidae, a w 1956 roku do wygłodkowatych. W 1955 roku jednak Roy A. Crowson, stosując się do sugestii Elwooda C. Zimmermana z 1939 roku, wyodrębnił je do nowej rodziny Propalticidae. Klasyfikację taką przyjął również John w 1960 roku. W 2011 roku Matthew Gimmel w światowym katalogu rodziny zwrócił uwagę, że Discogenia jest młodszym homonimem i wprowadził dla niej nową nazwę. Według tego katalogu rodzina obejmowała 44 opisane gatunki, zgrupowane w dwóch rodzajach:
- Propalticus Sharp, 1879
- Slipinskogenia Gimmel, 2011

Monofiletyzm Propalticidae jest dobrze wsparty i siostrzana relacja obu rodzajów nie jest kwestionowana. Do synapomorfii taksonu należą m.in. cechy przedtułowia przystosowujące te owady do skakania. Wątpliwość budzi jednak nadawanie im rangi odrębnej rodziny – w wynikach molekularnych analiz filogenetycznych Ladislava Bocáka i innych z 2014 roku, Thomasa Ch. McElratha i innych z 2015 roku oraz Jamesa A. Robertsona i innych z 2015 roku Propalticus zagnieździł się wewnątrz rodziny Laemophloeidae. W związku z tym część autorów synonimizuje Propalticidae z Laemophloeidae. Pozostają one jednak wyróżniane przez niektóre bazy taksonomiczne.